# Chasse au chevreuil
 (décembre 2013).
Si vous disposez d'ouvrages ou d'articles de référence ou si vous connaissez des sites web de qualité traitant du thème abordé ici, merci de compléter l'article en donnant les références utiles à sa vérifiabilité et en les liant à la section « Notes et références ».

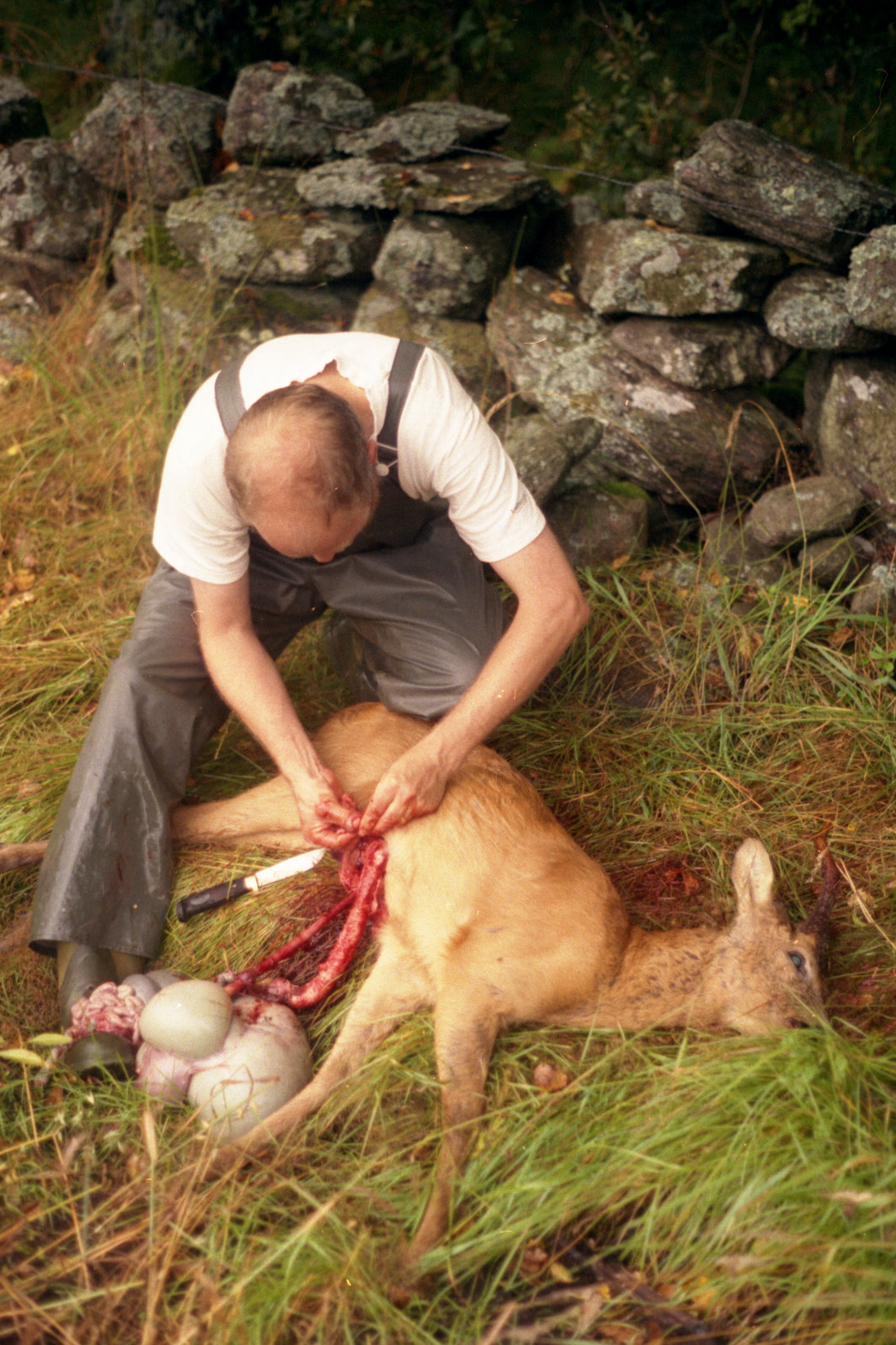
Chasse au chevreuil près d'Åsby (Suède).

La chasse au chevreuil désigne en Europe la chasse du chevreuil. Au Canada le terme est utilisé par les francophones pour désigner la chasse du Cerf de Virginie. Elle se pratique  en battue, c'est-à-dire avec plusieurs chasseurs accompagnés d'une meute de chiens, à l'approche ou à l'affût.

## Description
Cette chasse se pratique généralement à balle et au fusil ou à la carabine, mais parfois aussi à l'arc.
En général, la plupart des chasseurs encerclent un périmètre (ces chasseurs sont appelés « postés »), d'autre chasseurs avec leurs meutes font fuir le gibier vers les postés.
Parfois, seule la chasse des mâles est autorisée[Où ?][réf. nécessaire]. Au printemps, il est facile de les repérer car ils possèdent des bois. Le chevreuil est un animal prudent et craintif, ce qui rend les battues faciles et les chasses en solo complexes. Pour chasser le chevreuil, il est recommandé[Par qui ?] d'être accompagné d'au moins un chien. 
Les chevreuils se déplacent en groupes (1 mâle pour environ 3 femelles)[réf. nécessaire].

## Blessures et maladies chez le chasseur de chevreuil
Le chevreuil est un animal qui charge très rarement, mais s'il se sent en danger, son instinct peut le rendre agressif, même s'il préfère fuir[réf. nécessaire]. 
Le chasseur de chevreuil est réputé a priori moins exposé aux blessures graves que celui qui chasse le cerf, mais outre qu'il est aussi exposé que le précédent à des parasitoses (acquises lors de la découpe ou lors de l'ingestion de viande mal cuite) et de risques de zoonoses, dont à la maladie de Lyme (liées aux tiques tiques porteuse de bactéries pathogènes du genre Borrelia) fortement associé aux zones riches en chevreuil, cette chasse n'est pas sans présenter quelques risques. 
Pour tenter de mieux évaluer ces risques, une étude  s'est basée sur tous les dossiers d'omnipraticiens et d'une salle d'urgence rédigés durant une période de 5 années au Canada dans l'île Manitoulin, en Ontario où cette chasse est traditionnelle : il a été évalué que « 121 500 chasseurs ont abattu à eux seuls 36 360 chevreuils sur une période de 742 974 "jours consacrés à la chasse" en Ontario ». Elle sous-estime le risque car une partie des chasseurs blessés ont pu se soigner eux-mêmes ou se faire soigner dans un autre hôpital ou par un médecin indépendant, mais l'île Manitoulin présente une caractéristique unique la rendant intéressante pour une étude cynégético-épidémiologique : « une seule route y donne accès en novembre et que tous les véhicules qui en repartent pendant et immédiatement après les quatre jours de la saison de chasse (cinq en 1987) sont vérifiés. Cette vérification permet d'obtenir un décompte précis du nombre de chasseurs (...) En 1986, 6018 chasseurs (5 % de tous les chasseurs de chevreuils de l'Ontario) ont tué plus de 2600 chevreuils en 26 166 "jours de chasse" », et 78 % ont déclaré venir d'ailleurs que de l'île.
Cette étude a montré que pour 65 chasseurs identifiés par la salle d'urgence, 14 % sont revenus avec une fracture, une foulure ou des contusions, 11 % ont subi un polytraumatisme dû à une arme à feu (dans un cas un fusil a explosé lors d'un tir sur cible provoquant des fractures faciales), 11 % se sont blessés contre une branche (hyphéma, branche dans l’œil), 6 % ont fait une syncope, un infarctus ou une angine de poitrine à la suite d'un effort, 3 % étaient ivres ou ont présenté une œsophagite ou gastrite liée à l'alcool, 31 % ont présenté des lacérations secondaires à des blessures au couteau (principalement sur la main gauche) et 15 % ont présenté d'autres types de blessures ou pathologies. En outre, deux chasseurs sont morts des suites de leurs blessures (par balle dans un cas, et à la suite d'un accident de la route dans l'autre cas). Pour 19 de ces 65 chasseurs, les blessures ont nécessité une hospitalisation. Lors de cette étude, les auteurs ont remarqué que plus de la moitie de ces accidents graves sont survenus lors des « fins de semaines précédant la saison de chasse ou immédiatement après » et plusieurs indices laissent penser que l'alcool et des manquements aux règles de sécurité était souvent en cause. Cette étude a conclu que « Des contrôles à l'improviste de la consommation d'alcool et des cours sur le maniement sécuritaire des armes à feu pourraient contribuer à prévenir nombre de ces accidents ». L'auteure note que l'âge moyen était dans ce cas de 43 ans, ce qui signifie que certains de ces chasseurs ont obtenu leur permis de chasse avant que les cours sur la sécurité ne soient obligatoires.